# Biserici de lemn din Lăpuș
Bisericile de lemn din Lăpuș se găsesc în Țara Lăpușului, în partea de sud a actualului județ Maramureș. Aceste biserici fac parte din grupul de biserici de lemn din nordul Transilvaniei și din familia de biserici de lemn românești.
Din ansamblul de opt biserici de lemn din județul Maramureș introduse în patrimoniul mondial al UNESCO în decembrie 1999 face parte și biserica de lemn Sf. Arhangheli din Rogoz, din Țara Lăpușului.

## Biserici de lemn din Lăpuș
Lista de biserici de lemn conservate (în aldine).
| secolul 17 - 1661 Rogoz, Sf. Arhangheli - 1671 Libotin, Sf. Arhangheli - 1695 Rogoz, Sf. Paraschiva - 1697 Lăpuș | secolul 18 - 1701 Dobricul Lăpușului, Intrarea în Biserică - 1706 Drăghia - 1740 Răzoare, Sf. Arhangheli - 1740 Dobricul Lăpușului, Sf. Arhangheli - 1760 Ungureni - 1771 Larga - 1776 Libotin, Sf. Paraschiva - 1778 Inău - 1778 Cupșeni, Sf. Arhangheli - 1782 Boiereni - Cupșeni Sf. Ilie - Dumbrava | secolul 19 - 1825 Poiana Botizii - 1842 Peteritea - 1842 Groape - 1860 Stoiceni - 1875 Costeni, Sf. Nicolae - 1875 Răzoare, Sf. Dumitru - 1888 Costeni, Sf. Apostoli - 1900 Fântânele |